# Акулевское восстание
Аку́левское восстание (чув. Шемшер пăлхавĕ, в советской историографии — Кулацкий мятеж) — крестьянское восстание, массовое вооружённое выступление крестьян Чувашской автономной области с 19 января по 5 февраля 1921 года против большевиков.

## Охват восстания
Волости области, в которых произошли наиболее сильные волнения:
- Акулевская волость,
- Воскресенская волость (Чебоксарский уезд),
- Кошелеевская волость,
- Покровская волость (Чебоксарский уезд),
- Помьяльская волость,
- Тобурдановская волость,
- Тораевская волость,
- Чувашско-Сорминская волость,
- Чуратчинская волость,
- Яниково-Шоркисринская волость,
- Янтиковская волость.

Всего в восстание фактически было вовлечено 25 из 58 волостей Чувашской АО.

## История
Постановлением прошедшего в конце декабря 1920 года VIII Всероссийского съезда Советов о мерах укрепления и развития крестьянского сельского хозяйства предполагалось обобществление семенного материала путём развёрстки и засыпки семян в общественные амбары для создания семенного фонда. В начале 1921 года коммунисты Чувашии развернули кампанию по реализации этого постановления, что послужило поводом к вооружённому выступлению крестьян, которое началось 19 января в селе Акулево Чебоксарского уезда, 22 января оно охватило Цивильский, 24 января — Ядринский уезды.
В январе 1921 года в селе Акулево вспыхнуло восстание против Советской власти недовольных продразверсткой крестьян из нескольких окрестных деревень, известное как «Акулевское восстание». В Акулеве крестьяне отказались засыпать семена, а позднее выступили против немногочисленного военного отряда, прибывшего из Чебоксар: избили председателя Обисполкома Д. С. Эльменя, областного военного комиссара И. Е. Ефимова и убили начальника мобилизационного отдела облвоенкомата И. О. Пучкова. 

Войска убили 10 человек и арестовали более 200 человек, а затем по суду расстреляли ещё 22 человека; в 2006 году их останки были перезахоронены.
Архивная выписка о событиях в Чувашско-Сорминской волости Ядринского уезда:
24 января 1921 года, из-за подстрекательства и агитации враждебных лиц против ссыпки семян в общественные амбары, среди тёмных масс населения волости началось восстание. Повстанцы разбили Чувашско-Сорминский волисполком и разграбили имущество. Убито 5 человек партийных работников. 26 января повстанцы Чувашско-Сорминской волости сделали наступление в с. Большая Шатьма с целью разбить канцелярию начальника милиции 3 района Ядринского уезда и сжечь его дела, где отряд во главе с начальником тов. Волковым за недостатком боевых припасов пришлось отступить и отправиться в с. Норусово того же числа. Количество повстанцев — 6—7 тыс. человек. 27 января прибыл карательный отряд и банда разбежалась. В настоящее время в восставшую волость прибыл отряд красногвардейцев, где производят розыски главарей восстания и таковых расстреливают на месте.
Одним из организаторов и участником подавления восстания был председатель чувашского областного ЧК Иван Кадушин, в докладе которого о результате ликвидации крестьянского восстания в Чувашской Автономной области от 7 марта 1921 года отмечалось: «Осадное положение по всей области снято 5 февраля. По произведенному предварительно статистическому подсчету о жертвах восстания выяснилось следующее: по территории Чувобласти потери с нашей стороны убитыми 23 коммуниста, 11 беспартийных, а со стороны повстанцев — 404 чел. По делу восстания были арестованы всего 1006 человек, переданы в ревтребунал 38 чел., остальные освобождены под подписки».

## Память
Село Большие Кошелеи в 1939 году было переименовано в Комсомольское в честь комсомольцев, погибших при подавлении народного восстания.